# نبرد مونس گراوپیوس
به گفتهٔ تاسیتوس، نبرد مونس گراوپیوس (انگلیسی: Battle of Mons Graupius) نبردی نظامی بین امپراتوری روم و قبایل کلدونیایی بود که به در ۸۳ یا ۸۴ میلادی در اسکاتلند امروزی روی داد و با پیروزی رومی‌ها همراه بود.
تاریخ‌دانان صحت جزئیات روایت تاسیتوس را زیر سؤال برده‌اند.